# Tawny Newsome
Tawny Newsome (* 24. února 1983 Vacaville, Kalifornie, USA) je americká herečka, komička a hudebnice.
V Chicagu působila v komediální divadelní skupině The Second City. V roce 2013 se poprvé představila v televizi v seriálu Chicago Fire. V letech 2016–2019 působila v hlavní roli v seriálu Bajillion Dollar Propertie$. Objevila se také například v seriálech 2 Socky, The Comedy Get Down, Sherman's Showcase, Superstore či The Twilight Zone a v několika filmech. Od roku 2020 hraje v hlavních rolích v seriálech Jednotky vesmírného nasazení a Star Trek: Lower Decks.
V roce 2013 vydala vlastní album Too Proud to Steal, které roku 2020 doplnila albem Material Flats, jež vzniklo ve spolupráci s Bethany Thomas. Je také zpěvačkou skupiny Four Lost Souls, která své první eponymní album vydala v roce 2017.